# Typha capensis
Typha capensis là một loài thực vật có hoa trong họ Typhaceae. Loài này được (Rohrb.) N.E.Br. miêu tả khoa học đầu tiên năm 1897.

## Hình ảnh

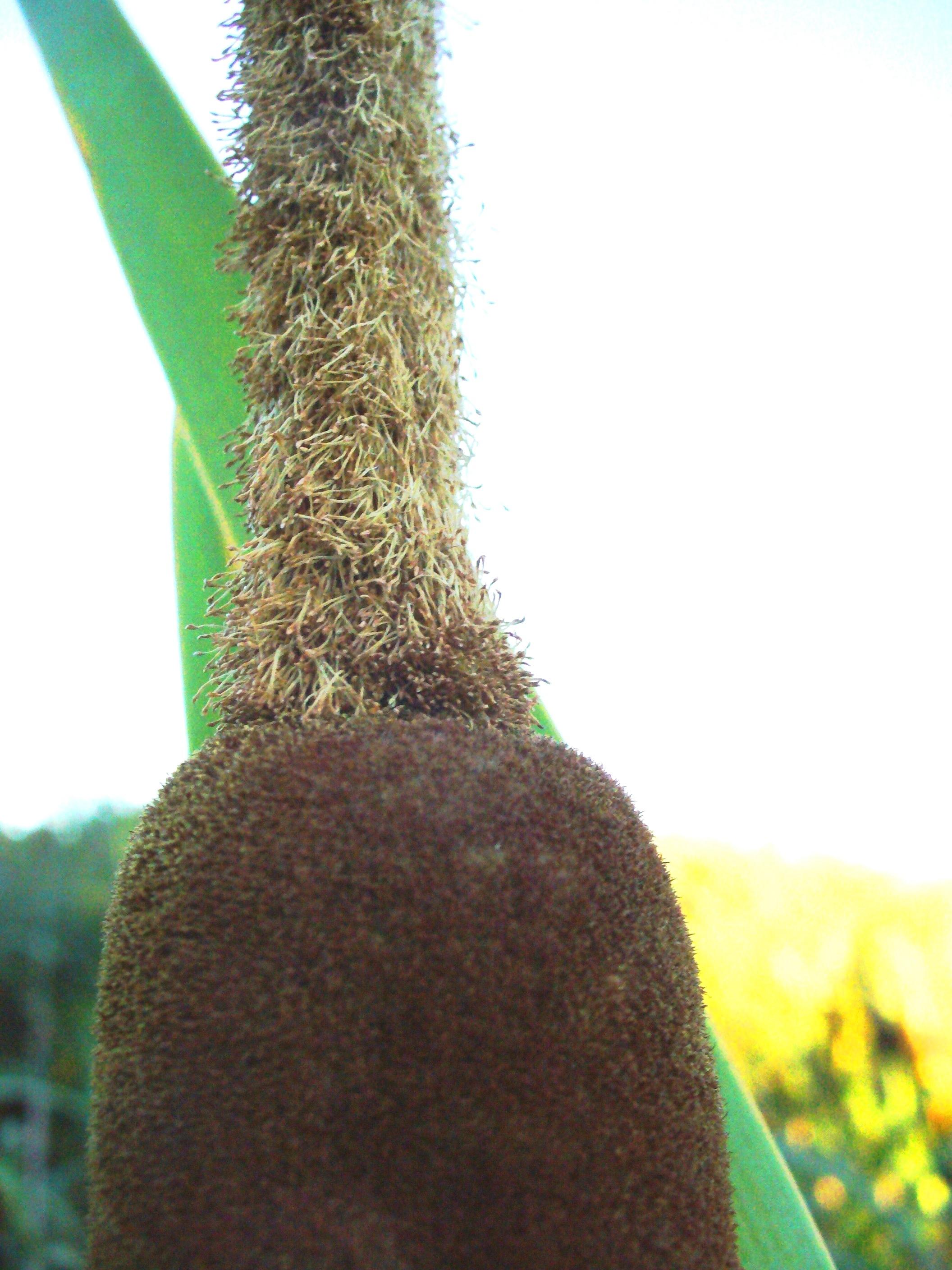